# Pilea killipiana
Pilea killipiana är en nässelväxtart som beskrevs av Paul Carpenter Standley och Steyerm.. Pilea killipiana ingår i släktet pileor, och familjen nässelväxter. Inga underarter finns listade i Catalogue of Life.